# Naohito Hirai
Naohito Hirai (Kyoto, 16 juli 1978) is een voormalig Japans voetballer.

## Carrière
Naohito Hirai speelde tussen 1997 en 2010 voor Kyoto Sanga FC.